# Bebrina
Bebrina falu és község Horvátországban, Bród-Szávamente megyében.

## Fekvése
Bródtól légvonalban 15, közúton 23 km-re délnyugatra, Pozsegától   légvonalban 28, közúton 40 km-re délkeletre, Szlavónia középső részén, a Szávamenti-síkságon fekszik.

## A község települései
A községhez Banovci, Bebrina, Dubočac, Kaniža, Stupnički Kuti, Šumeće és Zbjeg települések tartoznak.

## Története
A település valószínűleg a török kiűzése után a 17. század végén keletkezett horvát határőrök betelepítésével. Középkori létezésének nyoma nincs. 1730-ban 40 háza volt közepén a fából épített római katolikus kápolnával, benne Szent Mária Magdolna képével. 1746-ra a házak száma 57-re emelkedett, melyekben 65 család élt. A kápolna mellé időközben harangtorony épült. 
 A katonai közigazgatás megszervezése után a gradiskai határőrezredhez tartozott. Római katolikus plébániáját 1789-ben alapították. A mai plébániatemploma 1821-ben épült.
Az első katonai felmérés térképén „Bebrina” néven található. Lipszky János 1808-ban Budán kiadott repertóriumában „Bebrina” néven szerepel. Nagy Lajos 1829-ben kiadott művében „Bebrina” néven 140 házzal, 697 katolikus és 4 ortodox vallású lakossal találjuk. A katonai közigazgatás megszüntetése után 1871-ben Pozsega vármegyéhez csatolták.
A településnek 1857-ben 867, 1910-ben 966 lakosa volt. Az 1910-es népszámlálás szerint lakosságának 78%-a horvát, 18%-a szerb anyanyelvű volt. Pozsega vármegye Bródi járásának része volt. Az első világháború után 1918-ban az új szerb-horvát-szlovén állam, majd később (1929-ben) Jugoszlávia része lett. A település 1991-től a független Horvátországhoz tartozik. 1991-ben teljes lakosságának 74%-a horvát, 17%-a szerb, 5%-a jugoszláv nemzetiségű volt. 2011-ben a településnek 494, a községnek összesen 3252 lakosa volt.

## Lakossága
| Lakosság változása | Lakosság változása | Lakosság változása | Lakosság változása | Lakosság változása | Lakosság változása | Lakosság változása | Lakosság változása | Lakosság változása | Lakosság változása | Lakosság változása | Lakosság változása | Lakosság változása | Lakosság változása | Lakosság változása | Lakosság változása |
| ------------------ | ------------------ | ------------------ | ------------------ | ------------------ | ------------------ | ------------------ | ------------------ | ------------------ | ------------------ | ------------------ | ------------------ | ------------------ | ------------------ | ------------------ | ------------------ |
| 1857               | 1869               | 1880               | 1890               | 1900               | 1910               | 1921               | 1931               | 1948               | 1953               | 1961               | 1971               | 1981               | 1991               | 2001               | 2011               |
| 867                | 824                | 700                | 769                | 740                | 966                | 911                | 952                | 931                | 893                | 836                | 684                | 577                | 536                | 521                | 494                |

## Gazdaság
A lakosság hagyományosan mezőgazdasággal, állattartással foglalkozik.

## Nevezetességei
Szent Mária Magdolna tiszteletére szentelt római katolikus plébániatemploma 1821-ben épült barokk-klasszicista stílusban. Laternás toronysikakkal fedett harangtornyának tömegét belekomponálták a templom homlokzatába. Három ablaka festett üveggel van beüvegezve. A harangtorony ablakai félköríves záródásúak. A homlokzatot és a tornyot pilaszterek tagolják. A hajó két része és a szentély csehsüveg boltozattal épült, míg az apszis felett félkupola látható. A templom berendezését 1825-ben döntően a pozsegai Szent Lőrinc templomból hozták át. Különösen értékes a Mária Magdolna főoltár és a Szent József mellékoltár 1713-ból. Orgonája, szószéke és a kórus padjai klasszicista stílusban készültek.
A barokk plasztikák az eltérő stílus ellenére jól illeszkednek a belső térbe.
Urunk színeváltozása tiszteletére szentelt pravoszláv temploma a stari slatniki parókia filiája.

## Oktatás
A település iskolája Antun Matija Reljković horvát író nevét viseli.